# Олівер Зетцінгер
Олівер Зетцінгер (нім. Oliver Setzinger; 11 липня 1983, Горн, Австрія) — австрійський хокеїст, лівий нападник. Виступає за ХК «Лозанна» у Швейцарській національній лізі.
Вихованець хокейної школи ВАТ «Штадлау». Виступав за «Ільвес» (Тампере), «Лінц», «Пеліканс» (Лахті), «В'єнна Кепіталс», КалПа (Куопіо), ГПК Гямеенлінна, «Мілвокі Адміралс» (АХЛ), «Лангнау», «Давос», «Женева-Серветт», «Ваасан Спорт».
У складі національної збірної Австрії учасник зимових Олімпійських ігор 2002 (4 матчі, 1+0); учасник чемпіонатів світу 2001, 2002, 2003, 2004, 2005, 2006 (дивізіон I), 2007, 2008 (дивізіон I), 2009, 2010 (дивізіон I) і 2011. У складі молодіжної збірної Австрії учасник чемпіонатів світу 2000 (група C), 2001 (дивізіон I), 2002 (дивізіон I) і 2003 (дивізіон I). У складі юніорської збірної Австрії учасник чемпіонатів світу 1999 (група B) і 2000 (група B).
Досягнення
- Бронзовий призер чемпіонату Фінляндії (2001, 2005).